# حصن عنيبة
كان حصن عنيبة حصنًا مهمًا جدًا في الأسرة المصرية الثانية عشرة لمصر القديمة. تقع عنيبة في النوبة وتبعد حوالي 230 كم جنوب أسوان بمصر. على الرغم من أن المكان تغمره بحيرة ناصر اليوم، إلا أنه كان يُعتبر مدينة مهمة جدًا في ذلك الوقت. كانت تسمى قديما بميام وتقع حول منطقة النوبة السفلى التي كانت أرضًا خصبة جدًا في ذلك الوقت. يشير التاريخ إلى أنه تم توثيق ما لا يقل عن ست فترات بناء في الموقع، الذي انتقل من حصن محصن إلى بلدة تبلغ مساحتها 8 هكتارات.

## موقع

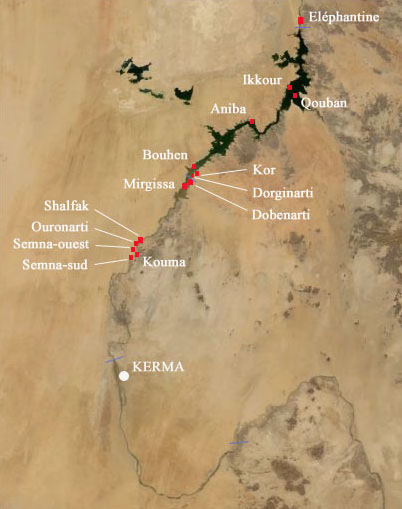
مواقع الحصون المصرية في النوبة من بينها حصن عنيبة

كان حصن عنيبة نظامًا دفاعيًا لأول منطقة حدودية للشلال. كان يُنظر إلى الجدار بشكل أساسي على أنه حلقة وصل بين تحصين. في الشمال كان هناك حصن صغير يقع مقابل الطرف الجنوبي من إلفنتين، وفي الجنوب كان هناك حصن يسمى حصن سمنة، على الرغم من أن بقاؤه لم يتم اكتشافه بعد.

## تاريخ
خلال الأسرة الثانية عشرة، عصر المملكة المصرية الوسطى، عادت مصر إلى القوة مرة أخرى، وأصبحت مرة أخرى في وضع رائع لإخضاع جارتها الجنوبية. بدأ المصريون حملتهم العسكرية ضد النوبيين من خلال حكام مثل سنوسرت الأول وسنوسرت الثاني. خلال هذه الفترة، بنى الملوك المصريون مبانٍ أو حصونًا عسكرية في نقاط مهمة على طول نهر النيل لمنع النوبيين من العبور إلى مصر باستخدام القوارب في النهر. بدأ المصريون في الدفاع عن حدودهم الجنوبية مع قوات النوبة من خلال دفع قواتهم إلى داخل أراضيهم وبعيدًا عن الحدود لإنشاء منطقة عازلة حول النوبة السفلى. فعلوا هذا فقط لأنهم رأوا الجيش النوبي كتهديد.
تذكر بعض المصادر أنه على الرغم من أن النوبيين لديهم موارد قيمة من حيث الموارد البشرية والحيوانية والمعدنية، فقد تم استغلالهم بدرجة عالية. لم يقم المصريون بأي محاولة لإخضاع البلاد بأكملها لأن السكان الأصليين، بدوا وكأنهم قوة ضئيلة يمكن للمصريين اجتياحها بسهولة.
كان في عهد سنوسرت الأول أنه أدرك أن تأمين السيطرة الدائمة لمصر على النوبة السفلى من شأنه أن يمنح الأجيال القادمة وصولاً غير منقطع إلى الموارد الرئيسية في المنطقة بما في ذلك الذهب. دفع هذا إلى الحاجة إلى بناء تحصينات أو حصون دائمة.
وشملت التحصينات والحصون خلال هذه الفترة بوهين وكوبان وإيكور وعنيبة. على الرغم من أنه من بين جميع البقايا الأثرية لهذه القلاع، فقط بوهين التي كانت تقع في الطرف الشمالي للشلال الثاني يمكن إرجاعها بأمان إلى سنوات حكم سنوسرت. التحصينات الأخرى اقترحت فقط أسلوب بناء لهذا الملك بالذات.
حصن عنيبة، على سبيل المثال، كانت تقع على ضفة النيل وله تخطيط مستطيل. كانت أسواره محاطة بخنادق واسعة. كانت هذه الخنادق محمية بجدران منفصلة متوازية مع الستارة. تم تعزيز دفاعات الخنادق بشكل أكبر باستخدام حصون على شكل حذاء حصان تم إسقاطها في الخنادق في شكل كابونيير في الوقت الحاضر.

## التصميم والبناء والتطوير
من المهم أن نلاحظ أن جميع التحصينات المصرية في النوبة (بما في ذلك حصن عنيبة)، حقق دائمًا معيارًا معينًا لا يزال يتعذر العثور عليه في أي جزء من أوروبا الغربية قبل العصر الحديث المبكر.
مع البقايا الأثرية التي تم جمعها من حصن عنيبة والتحصينات الأخرى من النوبة، تم تطوير فهم أفضل للخصائص المعمارية للقلاع المصرية. كان الدافع وراء ذلك من قبل فرق التحقيق من دول مختلفة في سياق حملة اليونسكو لإنقاذ الستينيات. كان هذا يهدف إلى الحفاظ على التراث النوبي القديم.

### مواد البناء
كانت معظم التحصينات النوبية دائمًا تقريبًا مبنية من الطوب اللبن. لم تكن عنيبة استثناءً من ذلك لأن مواصفاتها من الطوب اللبن كانت 37 × 18 × 12 سم (15 × 7 × 5 بوصة). كان الجدار المرتفع للحصن مغطى بالكامل بالجص الأبيض، والذي يمكن العثور عليه أيضًا في تحصينات أخرى. كان جوهر ذلك حماية الجدران من الأضرار التي تسببها الأمطار والرياح.
كان طوب اللبن اختيارًا جيدًا لقوته الانضغاطية وقوة الشد. وذلك لأن الطوب الطيني الجاف سهل الكسر عن طريق الانحناء، مما يضع قوة شد على حافة واحدة، ولكنه يصنع جدارًا قويًا جيدًا حيث تكون جميع القوى مضغوطة تقريبًا. من ناحية أخرى، يتمتع القش بقوة شد كبيرة عندما تحاول مده ولكن لا يمتلك أي قوة تقريبًا عندما تحاول تفتيته. عندما تدخل قطعًا من القش في كتلة من الطين وتتركها تجف بقوة، فإن طوب اللبن الناتج يقاوم الضغط والتمزق ويصنع مادة بناء ممتازة.
تم تبني هذه الفكرة بشكل كبير من قبل المهندسين المعماريين المصريين، وقاموا ببناء جدرانهم ومبانيهم على ارتفاعات كبيرة باستخدام هذه الطريقة الخاصة في البناء بالطوب اللبن.

### برج المراقبة
بفضل الاكتشافات التي قام بها علماء الآثار، باستخدام نموذج من أبيدوس، أعطانا فكرة أفضل عن كيفية تصميم البرج في عنيبة. يسمح قسم الفصل بإلقاء نظرة على مبنى مخروطي الشكل من الطوب اللبن، ويتوج بمنصة خشبية مدعومة. بالنسبة لهذا البرج المعين، كما هو الحال مع معظم الأبراج الأخرى، تم نقل المدخل إلى الطابق العلوي الذي لا يمكن الوصول إليه إلا عبر سلم قابل للسحب فقط. كان السبب الرئيسي لذلك هو السلامة.
كان مبنى من ثلاثة طوابق وكان له نفس الترتيبات لجميع الغرف الداخلية. تم حامية البرج في الغالب من قبل ما يصل إلى ثمانية رجال.

### هيكل دفاعي
استخدمت الحصون المصرية في النوبة نفس مبادئ البناء الموحدة، وكانت تلك الواقعة على ضفة النيل ذات تصميم مستطيل مثل حصن عنيبة تمامًا. كانت أسوارهم محاطة أيضًا بخنادق بعرض وعمق مختلفين كانت محمية بجدران منفصلة موازية للستائر. لم تكن دفاعات الخندق مرئية للمهاجم ما لم يكن قد وصل إلى قمة الضفة المنحدرة. كان بها صف مزدوج من الثغرات التي أنتجت مفاجأة سيئة لأي مهاجم وصل إلى هذا الحد.

### بوابات
مما لا شك فيه أنه بالنسبة لأي مهندس عسكري في أي عصر أو وقت تكون فيه البوابة مهمة بالنسبة له مع العلم أن البوابات يمكن أن تكون ضعيفة إن لم تكن الميزة الأكثر ضعفًا داخل أي حصن، فقد يؤدي ذلك إلى إضعاف الجدار من خلال خلق فجوة مصطنعة. هذا يجعل المهندسين المعماريين والثقافات العسكرية يطورون دائمًا حل بوابة متقنًا للغاية، مما يضمن حماية المدخل.
طور المهندسون المعماريون المصريون في النوبة حلول دخول معقدة لتلبية بعض المتطلبات:
1. لجعل البوابة منيعة على أي عدو
2. للسماح بوصول سهل إلى الحصون لشعبهم، المواد وحزم البغال.
بدا مدخل الحصن وكأنه نقطة ضعف في المنطقة، ولكن بالمعنى الحقيقي، تطورت إلى أقوى جزء من حصونها.
يمكن مقارنة تصميم البوابة بقوة مع برج في قلاع القرون الوسطى. كانت عادة قوية بما يكفي لتحملها حتى عندما ينهار كل شيء.